# Gorski zviždak
Gorski zviždak (Phylloscopus orientalis), vrsta ptice pjevice iz porodice Phylloscopidae i roda zvižaca (Phylloscopus). Danas je ova vrsta razdijeljena od vrste P. Bonelli, pod kojim je imenom bio prije označavan. 
Prema službenim podacima Hrvatskog ornitološkog društva Gorski zviždak P. orientalis sigurno obitava u Hrvatskoj, dok to za P. Bonelli nije dokazano.
Gorski zviždak jaja polaže sredinom svibnja na području Grčkoj, pet do šest, a inkubacija traje 12 do 13 dana. Gnijezda su kupolastog oblika s bočnim otvorom za ulaz, napravljena od trave, lišča i mahovine. Zimu provodi u sjeveroistočnoj Africi, Sudanu i Etiopiji, a raširen je na području Balkana, Grčke i Male Azije.